# ستيوارت فولرتون
ستيوارت فولرتون (بالإنجليزية: Stuart Fullerton)‏ هو عالم حيوانات وعالم حشرات أمريكي، ولد في 8 مارس 1940، وتوفي في 5 أبريل 2014.